# Сан Фабијано (Верчели)
Сан Фабијано је насеље у Италији у округу Верчели, региону Пијемонт.
Према процени из 2011. у насељу је живело 46 становника. Насеље се налази на надморској висини од 282 м.